# Walter R. Cooney Jr.
Walter Roy Cooney Jr., nacido en 1962, es un ingeniero químico norteamericano y astrónomo aficionado descubridor de asteroides y estrellas variables.

## Descubrimientos
Cooney, que está asociado con el Observatorio Highland Road Park, también llamado Observatorio de Baton Rouge y tiene acreditado en el MPC el descubrimiento de 47 asteroides entre 1998 y 2005, de los que el de menor número de identificación, (11739) Baton Rouge, un asteroide de la familia Hilda, fue nombrado en honor de la ciudad de Baton Rouge (Florida) donde está situado el observatorio.. Sus asteroides se distribuyen en 20 descubrimientos en solitario y 27 descubrimientos en colaboración con los astrónomos Matthew Collier, Patrick M. Motl, Susannah Lazar, Katrina Wefel, Terry Martin, Merrill Hess, Ethan Kandler, Meredith Howard y últimamente con John Gross.
| Asteroides descubiertos: 47 | Asteroides descubiertos: 47 |
| --------------------------- | --------------------------- |
| (11739) Baton Rouge         | 25 de septiembre de 1999    |
| (15072) Landolt             | 25 de enero de 1999         |
| (16107) Chanmugam           | 27 de noviembre de 1999     |
| 20430) Stout                | 10 de enero de 1999         |
| (43083) Frankconrad         | 19 de noviembre de 1999     |
| (44370) 1998 SK35           | 27 de septiembre de 1998    |
| (47045) Seandaniel          | 29 de noviembre de 1998     |
| (49349) 1998 WW6            | 24 de noviembre de 1998     |
| (49350) Katheynix           | 27 de noviembre de 1998     |
| (49454) 1998 YH22           | 30 de diciembre de 1998     |
| (53256) Sinitiere           | 16 de marzo de 1999         |
| (53257) 1999 FF             | 16 de marzo de 1999         |
| (59172) 1999 AE3            | 10 de enero de 1999         |
| (60177) 1999 VU6            | 8 de noviembre de 1999      |
| (66399) 1999 LH             | 5 de junio de 1999          |
| (66946) 1999 XT1            | 3 de diciembre de 1999      |
| (70723) 1999 VK1            | 3 de noviembre de 1999      |
| (74439) Brenden             | 6 de febrero de 1999        |
| (75249) 1999 XU1            | 3 de diciembre de 1999      |
| (79912) Terrell             | 10 de febrero de 1999       |
| (80698) 2000 CH1            | 4 de febrero de 2000        |
| (81531) 2000 HK14           | 29 de abril de 2000         |
| (85708) 1998 SL35           | 27 de septiembre de 1998    |
| (85805) 1998 WS6            | 24 de noviembre de 1998     |
| (85878) Guzik               | 13 de febrero de 1999       |
| (101722) Pursell            | 10 de marzo de 1999         |
| (101777) Robhoskins         | 13 de abril de 1999         |
| (103221) 1999 YC5           | 29 de diciembre de 1999     |
| (103222) 1999 YD5           | 29 de diciembre de 1999     |
| (121206) 1999 PO3           | 13 de agosto de 1999        |
| (121543) 1999 VG1           | 3 de noviembre de 1999      |
| (121544) 1999 VJ1           | 3 de noviembre de 1999      |
| (122067) 2000 HJ5           | 27 de abril de 2000         |
| (155680) 2000 JU10          | 9 de mayo de 2000           |
| (157330) 2004 TS16          | 13 de octubre de 2004       |
| (162158) Merrillhess        | 15 de febrero de 1999       |
| (164761) 1998 WU6           | 24 de noviembre de 1998     |
| (213127) 2000 DP3           | 28 de febrero de 2000       |
| (223794) 2004 TN10          | 5 de octubre de 2004        |
| (226857) 2004 TU13          | 6 de octubre de 2004        |
| (268115) Williamalbrecht    | 7 de octubre de 2004        |
| (306444) 1998 WT6           | 24 de noviembre de 1998     |
| (306501) 1999 VH1           | 3 de noviembre de 1999      |
| (311355) 2005 RO32          | 13 de septiembre de 2005    |
| (350491) 1999 VW8           | 9 de noviembre de 1999      |
| (357546) Edwardhalbach      | 15 de septiembre de 2004    |
| (368617) Sebastianotero     | 5 de octubre de 2004        |
| 1. 2. 3. 4. 5. 6. 7. 8. 9.  |                             |

Cooney también tiene acreditado el descubrimiento de más de 50 estrellas variables.

## Epónimos
El asteroide (35365) Cooney descubierto en 1997 por Petr Pravec en el Observatorio de Ondřejov fue nombrado así en su honor,..